# Принцип на реалността
Принципът на реалността е принцип, регулиращ функционирането на психиката, който обслужва същите цели, както и принципът на удоволствието, но с отчитане на външната реалност. Адаптацията към външния свят е една необходимост. От тази необходимост се раждат вниманието, паметта, съждението. Под влияние на опита и възпитанието, човек се научава да отлага дадено удовлетворяване, да се отказва от незабавното удоволствие, за да избегне страдание или за да получи върхово удовлетворение по-късно. Реалността постепенно моделира индивида, който успява да замести принципа на удоволствието с принципа на реалността.
То управлява ранния живот, но когато някой порастне започва да научава нуждата понякога да търпи болката и да отлага удоволствието поради нуждите и пречките на реалността. С думите на Фройд "образован по такъв начин аз се превръща в разумен; той повече не се оставя да бъде управляван от принципа на удоволствието, а се подчинява на принципа на реалност, който в основата си също търси удовлетворение, но удовлетворение, което е взело предвид реалността, дори, въпреки това удоволствието да е забавено и намалено".